# Venman Bushland National Park
Venman Bushland National Park är en park i Australien. Den ligger i delstaten Queensland, omkring 25 kilometer sydost om delstatshuvudstaden Brisbane. Arean är 4,2 kvadratkilometer.
Runt Venman Bushland National Park är det ganska tätbefolkat, med 120 invånare per kvadratkilometer.. Närmaste större samhälle är Logan City, nära Venman Bushland National Park.
I omgivningarna runt Venman Bushland National Park växer i huvudsak städsegrön lövskog. Genomsnittlig årsnederbörd är 1 424 millimeter. Den regnigaste månaden är januari, med i genomsnitt 275 mm nederbörd, och den torraste är oktober, med 21 mm nederbörd.